# Olios wolfi
Olios wolfi är en spindelart som beskrevs av Embrik Strand 1911. Olios wolfi ingår i släktet Olios och familjen jättekrabbspindlar. Inga underarter finns listade i Catalogue of Life.